# Brian Houghton Hodgson

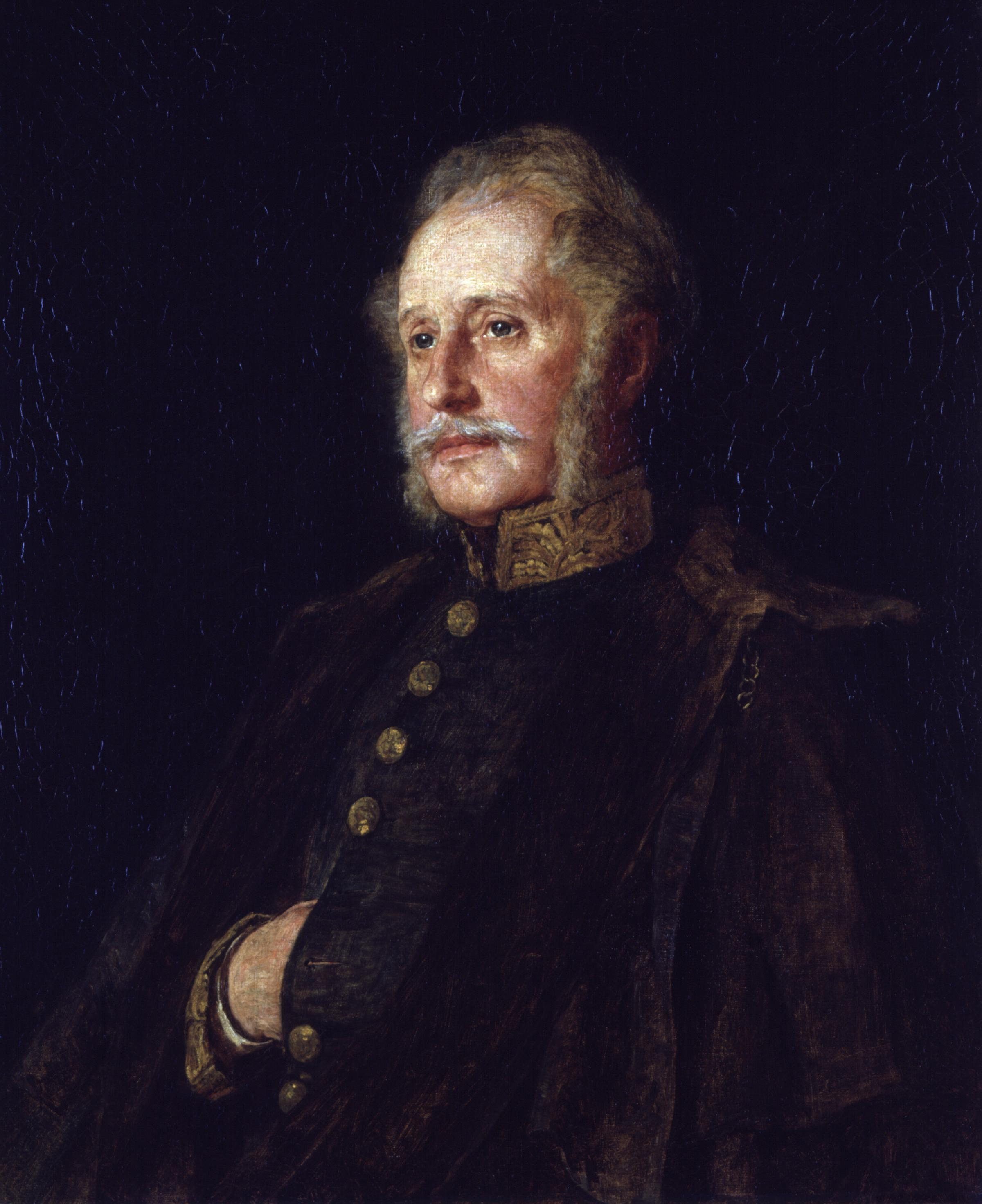
Brian Houghton Hodgson.

Brian Houghton Hodgson (1 tháng 2 năm 1800 hoặc 1801 – 23 tháng 5 năm 1894) là một nhà tự nhiên học và nhà điểu học tiên phong làm việc ở Ấn thuộc Anh và Nepal với vai trò là công chức dân sự của Anh. Ông đã miêu tả rất nhiều loài chim và thú ở vùng Himalayas, và nhiều loài chim được những người khác đặt theo tên ông như Edward Blyth. Ông là một học giả phật giáo Tây Tạng và viết rất nhiều về các chủ đề liên quan đến ngôn ngữ học. Ông là người phản đối việc đề nghị sử dụng tiếng Anh để giảng dạy chính thức trong các trường ở Ấn Độ.